# Burg Rogätz
Die Burg Rogätz in Rogätz im Landkreis Börde im heutigen Sachsen-Anhalt war ein strategisch wichtiger Ort am westlichen Elbufer zwischen Magdeburg und Tangermünde. Sie befand sich von 1369 bis 1850 im Besitz der Familie von Alvensleben.

## Lage und Frühgeschichte

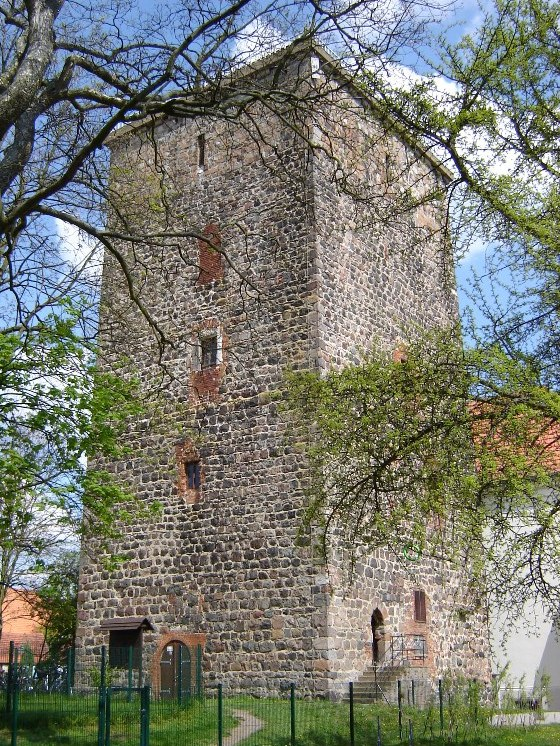
Klutturm

Rogätz liegt auf dem westlichen Steilufer der Elbe, über der Einmündung der Ohre, halbwegs zwischen Magdeburg und Tangermünde, der einstigen Residenz Kaiser Karls IV. und der ersten brandenburgischen Hohenzollern. Als einziger Überrest der Rogätzer Burg, die unter den Sachsenkaisern im 10. Jahrhundert als Grenzbollwerk gegen das Slawentum erstand, ragt der Klutturm, ein urzeitliches Monument, heute über Strom und Land. Die erste Urkunde über den Ort stammt aus dem Jahr 1144, in der König Konrad III. bestätigte, dass Graf Otto von Hillersleben dem Bischof von Havelberg das Dorf Rogätz schenkte. In den Folgejahren blieb die Oberhoheit über die Burg zwischen den Markgrafen von Brandenburg und den Erzbischöfen von Magdeburg umstritten, bis sie schließlich im Vertrag von Zinna 1449 dem Erzbistum Magdeburg zugesprochen wurde.

## Rogätz unter Alvenslebenscher Herrschaft
1369 verkaufte Erzbischof Albrecht Burg und Herrschaft an die Alvensleben der Roten Linie. Der dazugehörende Lehnsbesitz lag in und um Magdeburg auf beiden Elbufern und umfasste wesentliche Teile der Colbitz-Letzlinger Forstreviere. 1516 besaß Rogätz Besitz und Rechte in 54 Ortschaften. Ein der Burg zustehendes Zoll- und Stapelrecht besagte, dass jedes Schiff an einer durch die Elbe gespannten Kette seinen Zoll zu entrichten hatte, ferner dass die Waren hier ausgeladen und zum Verkauf gestellt werden mussten. Die Sage von der goldenen Kette, die das Turmfundament umschlingen soll, erinnert daran. 1553 starb die Rote Linie der Alvensleben aus und Rogätz fiel an die Schwarze Linie. Es erfolgte ein großzügiger Ausbau der Burg, die 1570–1582 unter dem Humanisten Joachim I. von Alvensleben wie das benachbarte Erxleben eine Blütezeit humanistischer Kultur in ihren Mauern erlebte. Im Dreißigjährigen Kriege 1625 eroberten die Kaiserlichen die Burg, die dann im folgenden Jahr von den Dänen unter General Hans Philipp Fuchs von Bimbach und Ernst von Mansfeld zurückerobert wurde. Dabei gingen die Gebäude bis auf den Klutturm in Flammen auf. Die Burg wurde nicht wieder aufgebaut. 

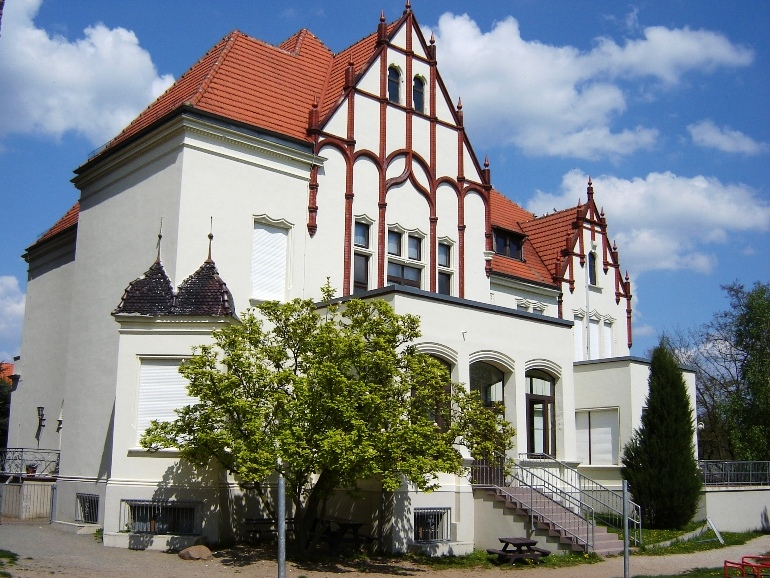
Gutshaus von 1898

Die Verwaltung der Herrschaft Rogätz, die sich zumeist in Gemeinschaftsbesitz mehrerer Häuser der Familie von Alvensleben befand, erfolgte bis 1796 durch Amtmänner. In diesem Jahr übernahm Werner Friedrich Udo von Alvensleben (1775–1807) als alleiniger Erbe den Besitz und zog nach seiner Heirat 1797 nach Rogätz. Er starb aber schon im Alter von 32 Jahren und hinterließ zwei unmündige Söhne. Der Erbe verkaufte das Gut 1850 an Graf Schwerin-Putzar, dieser 1871 an Reinhold Himburg, dem sein Schwiegersohn Julius Schwechten († 1917) folgte. 1898 erbaute Himburg ein neues Gutshaus. Letzter Besitzer von 1918 bis zur Bodenreform 1945 war der Fabrikant Carl Still. Vom 1. März 1943 bis Kriegsende konnte das in Berlin wohnende Ehepaar Max Planck in dem Gut – auf Einladung von Still – eine Unterkunft finden.

## Rekonstruktionsbild
Die Zerstörungen des Dreißigjährigen Krieges waren so groß, dass das Aussehen des vierflügeligen Renaissance-Schlosses und der übrigen Burggebäude nicht mehr zu ergründen ist. Mit Sicherheit lässt sich annehmen, dass Rogätz architektonisch an das benachbarte, erzbischöfliche Schloss Wolmirstedt erinnerte, das etwa gleichzeitig ausgebaut wurde und von dem eine Ansicht von 1655 existiert. Das 1935 von Anco Wigboldus erstellte Rekonstruktionsbild gibt den Zustand um 1895 wieder – d. h. ohne das 1898 gebaute Gutshaus neben dem Bergfried und nach dessen Brand 1893. Den Hintergrund bildet die Einmündung der Ohre in die Elbe; in der Ferne die Städte Burg und Magdeburg: ein majestätisches Landschaftsbild. Nicht sichtbar sind die Reste der Befestigungen auf der Stromseite. Den Raum von Oberburg und Vorburg nehmen die Wirtschaftshöfe ein. Der Turm der einstigen Burgkapelle, die bei der Einführung der Reformation 1558 zur Pfarrkirche des Dorfes wurde, stammt mit seiner Barockhaube von 1700. Innen erinnern Grabplatten und ein kunstvoller Taufstein an die früheren Herren, die noch heute in Spuk und Sage fortleben.